# Sjeverni tanna jezik
Sjeverni tanna jezik (ISO 639-3: tnn), austronezijski jezik s Vanuatua kojim govori oko 5 000 (Lynch and Crowley 2001) na sjeverozapadu otoka Tanna. Srodan je s ostalih četiri jezika koji segovore na otoku, i s kojima čini jezičnu podskupinu tanna, šira južnovanuatska skupina, to su kwamera [tnk], lenakel [tnl], jugozapadni tanna [nwi] i whitesands [tnp].
Ima tri dijalekta: istočni Tanna [tnn-eas], zapadni Tanna [tnn-wes] i Imafin [tnn-ima].

## Vanjske poveznice
- Ethnologue (14th)
- Ethnologue (15th)
- The Tanna, North Language